# Mongolische Wühlmaus
Die Mongolische Wühlmaus (Microtus mongolicus) ist eine Nagetierart aus der Gattung der Feldmäuse (Microtus) innerhalb der Wühlmäuse (Arvicolinae). Sie kommt im Nordosten der Volksrepublik China, in Russland und in der Mongolei vor.

## Merkmale
Die Mongolische Wühlmaus erreicht eine Kopf-Rumpf-Länge von 11,9 bis 13,2 Zentimetern mit einem Schwanz von 2,8 bis 3,8 Zentimetern Länge. Die Hinterfußlänge beträgt 17 bis 19 Millimeter, die Ohrlänge 13 bis 14 Millimeter. Das Rückenfell ist dunkel rotbraun, die Körperseiten sind heller und gehen in die graue Bauchseite über. Der Schwanz ist deutlich zweifarbig mit einer dunkelbraunen Oberseite und einer sandfarbenen Unterseite. Die Oberseiten der Hände und Füße sind behaart mit einer Mischung aus braunen und silbrigen Haaren.
Charakteristisch ist die Ausprägung des Zahnschmelzes des oberen Molars M3. Er besitzt ein Prisma mit vier folgenden gegeneinanderliegenden Dreiecken und einer abschließenden Kappe mit je drei Schmelzfalten an der Lippen- und der Zungenseite. Der erste untere Molar m1 besteht aus einem Prisma mit fünf folgenden Dreiecken und einer Kappe. Diese besitzt eine Falte an der Zungenseite und ist an der Lippenseite konvex oder nur sehr leicht eingedrückt ausgebildet. Teilweise überdeckt die Kappe einen großen Teil des letzten Dreiecks.

## Verbreitung
Die Mongolische Wühlmaus kommt in den niedrigen bis mittleren Höhenlagen bis in Höhen von etwa 3000 Metern der Bergregionen im Nordosten der Volksrepublik China, in Russland und im Nordosten der Mongolei vor. In China ist die Art im Norden der Nei Mongolia, Heilongjiang und Jilin anzutreffen, in der Mongolei am Mönch Saridag im Chöwsgöl-Aimag, im Chentii-Gebirge und im Changai-Gebirge sowie in der Mongol-Daguur-Steppe und in den Ich-Hjangan-Bergen.

## Lebensweise
Über die Lebensweise der Mongolischen Wühlmaus liegen wie bei anderen Arten der Gattung nur sehr wenige Informationen vor. Sie lebt in Wald- und Waldsteppengebieten und wie andere Feldmäuse ernährt sie sich herbivor von Pflanzen, vor allem grünen Pflanzenteilen und Gräsern sowie unterirdischen Wurzeln und Knollen. Sie lagert Wurzeln und Knollen in ihrem unterirdischen Bau, dabei kann sie bis zu 2 Kilogramm einlagern.

## Systematik
Die Mongolische Wühlmaus wird als eigenständige Art innerhalb der Feldmäuse (Microtus) eingeordnet, die aus mehr als 60 Arten besteht. Die wissenschaftliche Erstbeschreibung stammt von dem deutschen Zoologen Gustav Radde, der die Art 1861 anhand von Individuen vom Omutnaja im Oblasten Tschita in Transbaikalien beschrieb. Die Art wird der Untergattung Alexandromys innerhalb der Feldmäuse zugeordnet und ist nahe verwandt mit der Schilfwühlmaus (Microtus fortis).

## Status, Bedrohung und Schutz
Die Mongolische Wühlmaus wird von der International Union for Conservation of Nature and Natural Resources (IUCN) als nicht gefährdet (least concern) eingeordnet. Begründet wird dies mit dem großen Verbreitungsgebiet und den großen Beständen der Art. Über potenzielle Gefährdungsrisiken für die Art werden aufgrund der fehlenden Daten zu den Populationen keine Angaben gemacht.

## Belege
1. 1 2 3 4  Darrin Lunde, Andrew T. Smith: Mongolian Vole. In: Andrew T. Smith, Yan Xie: A Guide to the Mammals of China. Princeton University Press, Princeton NJ 2008, ISBN 978-0-691-09984-2, S. 233.
2. 1 2 3 4 5  Microtus mongolicus in der Roten Liste gefährdeter Arten der IUCN 2016.2. Eingestellt von: S. Shar, D. Lkhagvasuren, 2008. Abgerufen am 2. November 2016.
3. 1 2  Microtus (Alexandromys) mongolicus. In: Don E. Wilson, DeeAnn M. Reeder (Hrsg.): Mammal Species of the World. A taxonomic and geographic Reference. 2 Bände. 3. Auflage. Johns Hopkins University Press, Baltimore MD 2005, ISBN 0-8018-8221-4.